# آكلة اللحوم متوسطة الغذاء
حيوان آكل اللحوم متوسط الغذاء (بالإنجليزية: mesocarnivore)‏ هو حيوان يتكون نظامه الغذائي من 50-70٪ من اللحوم، والباقي يتكون من أغذية غير فقاريات والتي قد تشمل الحشرات والفطريات والفواكه ومواد نباتية أخرى وأي طعام متاح لها. تتبع الحيوانات آكلة اللحوم المتوسطة مجموعة عائلات كبيرة من الثدييات آكلة اللحوم وتتراوح أحجامها من صغيرة إلى متوسطة الحجم، والتي تقل عن خمسة عشر كيلوغرام. تُشاهد الحيوانات آكلة اللحوم المتوسطة اليوم بين الكلبيات (الذئاب، الثعالب)، الزباديات (الزباد)، ابن عرس (الدلق، التيرا)، الراتونيات(قط حلقي الذيل، الراكون)، الظربان الأمريكي (الظربان)، والنمسيات(بعض أنواع النمس). الثعلب الأحمر هو أيضًا أكثر الحيوانات آكلة اللحوم شيوعًا في أوروبا وله كثافة سكانية عالية في المناطق التي يقيمون فيها.
في أمريكا الشمالية، يتعرض بعض الحيوانات آكلة اللحوم المتوسطة الحجم لخطر الإفراط في الصيد من أجل فراءها. وقد أدى هذا إلى جهود للمساعدة في حماية والحفاظ على الحيوانات آكلة اللحوم المتوسطة الحجم في المنطقة والتي كانت ناجحة إلى حد كبير حتى الآن. تلعب هذه الحيوانات دورًا أساسيًا في وظيفة ومنظومة النظام البيئي، وذلك منذ القضاء على الحيوانات المفترسة العلوية.
يوضح المعهد الأمريكي للعلوم البيولوجية أن آكلات اللحوم متوسطة الغذاء أكثر عددا لأنها أصغر حجما من الحيوانات الافتراس الكبيرة، وبالتالي يوجد تنوع أكبر في أنواع آكلات اللحوم متوسطة الغذاء. وبسبب صغر حجمها، تلعب آكلات اللحوم متوسطة الغذاء دورًا في نظام بيئي يتمثل في نشر البذور في المساحات المفتوحة، بالإضافة إلى توجيه بنية المجتمع. كما أن آكلات اللحوم متوسطة الغذاء متنوعة جدًا مقارنة بالحيوانات الافتراس الأكبر في سلوكها وبيئتها، حيث تتراوح بين الانعزالية إلى الاجتماعية للغاية. يسمح حجمها الصغير وتنوعها لها بالازدهار في مجموعة واسعة من البيئات أكثر من قدرة الحيوانات الافتراس الأكبر. كما يزداد عدد هذه الحيوانات اللاحمة الأصغر أيضًا عندما ينخفض وجود حيوان مفترس أكبر. يُعرف هذا باسم "تحرير آكلات اللحوم متوسطة الغذاء". وفقًا لإدارة المتنزهات الوطنية، يُعرّف "تحرير آكلات اللحوم متوسطة الغذاء" بأنه "التوسع في نطاق و/أو وفرة حيوان مفترس أصغر بعد تقليل أو إزالة حيوان مفترس أكبر." أحد تأثيرات ذلك هو أن آكلات اللحوم متوسطة الغذاء يمكن أن تعمل كاقمام تقوم بتنظيف جيف الحيوانات الميتة التي يتخلص منها البشر في المناطق الحضرية. تغيرت موائل الحيوانات الوسطى الافتراس وتبدلت بسبب التمدن، مما أدى إلى تفتيت وتشويه الموطن، وأدى إلى فقدان الموطن للحيوانات.

## التطور
تلعب آكلات اللحوم متوسطة الغذاء، وهي جزء من عائلة الثدييات اللاحمة، دورًا كبيرًا في النظام البيئي، وذلك بسبب تأثيرها على الافتراس وتأثيرها على وظيفته وبنيته. إنها جزء مهم من الوظيفة البيئية، حيث يسمح حجمها الصغير إلى المتوسط بتشتيت البذور التي لا تستطيع آكلات اللحوم الحقيقية (الحيوانات التي تتغذى بشكل رئيسي على اللحوم) تشتيتها. تنقل آكلات اللحوم متوسطة الغذاء البذور في المساحات المفتوحة لمسافة تصل إلى كيلومتر واحد وتشتت البذور على بعد 600 إلى 750 مترًا من بعضها البعض. يمكن أن تؤثر على الحيوانات آكلة اللحوم الأصلية الأخرى عن طريق الافتراس والمنافسة في النظام البيئي، ويمكن أن تؤدي إلى انخفاض أو انقراض محتمل لأنواع الفريسة وتؤثر على التوزيع الجغرافي، مما يؤدي إلى تغيير بنية النظام البيئي. تلعب آكلات اللحوم متوسطة الغذاء أيضًا أدوارًا بيئية أخرى مثل موقعها في شبكة الغذاء وتخفيف الأمراض.
تتغير موائل آكلات اللحوم متوسطة الغذاء بسرعة بسبب التمدن وتجزئة الموطن وإزالة الغابات، وهذا يمثل تهديدًا لبقاء هذه الحيوانات، بسبب فقدان الموائل ويمكن أن يسبب انخفاضًا في الأنواع. لقد تكيف بعض آكلات اللحوم متوسطة الغذاء بسرعة كبيرة مع ظروف الموطن المتغيرة باستمرار، مقارنة بآكلات اللحوم متوسطة الغذاء الأخرى، على سبيل المثال القيوط (Canis latrans) في شمال شرق أمريكا الشمالية. تمتلك العديد من الحيوانات آكلة اللحوم حركات مختلفة ويمكنها التكيف بسهولة مع مجموعة من الموائل والحصول على أنواع مختلفة من الغذاء.

## الصفات

### السلوك والنشاط
في بعض الحيوانات آكلة اللحوم المتوسطة الحجم، بما في ذلك زباد النخل المقنع والغرير الخنزيري تصل أنماط النشاط إلى ذروتها خلال الليل. تتغير مستويات نشاط الحيوانات آكلة اللحوم المتوسطة الحجم داخل مواسم ومناخات مختلفة. قد تؤثر درجات الحرارة المختلفة ومعدل نمو النبات على أنماط النشاط لدى الحيوانات آكلة اللحوم المتوسطة الحجم. لا يظهر زباد النخل المقنع في الصين كثيرًا في أشهر الشتاء (ديسمبر إلى فبراير) وليس نشط بنفس القدر. سلوك وخصائص الحيوانات آكلة اللحوم المتوسطة الحجم فردية بالنسبة لأنواعها. على سبيل المثال، القيوط حيوانات قطيع وتشكل علاقات أسرية قوية. تتمثل الطريقة التي تتواصل بها الحيوانات آكلة اللحوم المتوسطة الحجم مع بعضها البعض من خلال سلوكياتها التي يمكنها تنظيم أنظمة التزاوج، وتمييز رعاية الوالدين وغيرها من السلوكيات. كما تستخدم الحيوانات آكلة اللحوم حواسها للتواصل مع الحيوانات الأخرى وفي القطيع، وخاصة حاسة الشم.
تؤدي الحيوانات آكلة اللحوم المتوسطة الحجم مجموعة واسعة من الحركات المختلفة. يمكن لأنواع مختلفة من الحيوانات آكلة اللحوم المتوسطة الحجم تحقيق أنواع مختلفة من التنقل الحركي. على سبيل المثال، تتخصص القضاعة(Lutrinae) في السباحة في الماء، إلا أنها تجد صعوبة في التحرك على اليابسة. يمكن للحيوانات آكلة اللحوم الأخرى تحسين تنقلها الحركي من خلال تعديلات السلوك، على سبيل المثال، يوضح الذئب الرمادي سلوك الصيد الجماعي حيث يسمح له بالركض وصيد الفريسة كقطيع، وهو ما لا يمكن القيام به بشكل فردي. الحيوانات آكلة اللحوم التي لها أطراف مهيأة للركض يمكنها الركض أو العدو أو تغيير السرعة للذهاب بوتيرة سريعة وقطع مسافات طويلة. تستخدم هذه الثدييات آكلة اللحوم مشيتها التي تعتمد على نوعها وحجمها. تم تصميم بنية الحيوان آكل اللحوم للإمساك بالفريسة وقتلها.

### سلوكيات التغذية

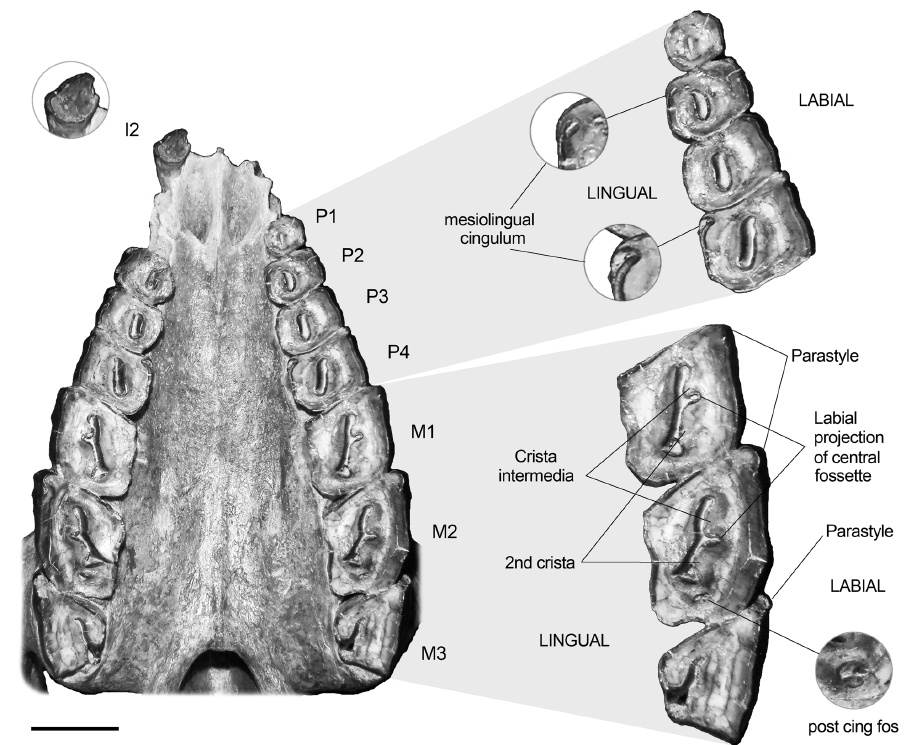
الأسنان

تُعرف الحيوانات آكلة اللحوم المتوسطة بأنها ليلية وتقوم بصيد الفرائس عندما تكون أكثر نشاطًا خلال الليل. تعتمد سلوكيات تغذية آكلة اللحوم المتوسطة بشكل رئيسي على توافر الفريسة. تتغذى على الثدييات الصغيرة التي تشمل مجموعة متنوعة من الفئران والسناجب المختلفة، مثل فئران الجندب الشمالية [الإنجليزية]، جرذ كنغري أوردي وسناجب الأرض ثلاث عشري الخطوط، من الأمثلة الأخرى على فرائس الحيوانات آكلة اللحوم المتوسطة أرنب ذو الذيل الأسود والأرنب الصحراوي. تعتبر الثدييات الكبيرة والصغيرة فريسة لهذه الحيوانات آكلة اللحوم المتوسطة، بالإضافة إلى الحيوانات العاشبة المختلفة، اعتمادًا على الطعام الذي يتوفر بسهولة أكبر لهذه الحيوانات. بدون وجود مفترسات عليا، يكون هناك انخفاض في مستوى التنافس بين الأنواع [الإنجليزية] في السلسلة الغذائية بين الحيوانات آكلة اللحوم المتوسطة، مما يسمح لها بزيادة خياراتها للبحث عن طعام مختلف. وبما أن الحيوانات آكلة اللحوم المتوسطة هي حيوانات قمامة، فإنها تأكل أي طعام يمكن الوصول إليه. على سبيل المثال، يغير الخز أصفر الحلق وابن عرس سيبيري سلوكيات تغذيتهما في الشتاء عندما تقل توافر الفاكهة ويتحولان إلى فريسة من الثدييات الصغيرة. ترتبط الحيوانات آكلة اللحوم المتوسطة ارتباطًا وثيقًا بالثدييات الأخرى فيما يتعلق بالمنافسة والافتراس داخل النوع [الإنجليزية]. يُعد التنافس بين الأنواع جزءًا حيويًا من البنية البيئية للأنواع والمجتمعات، حيث يمكن أن يؤدي نتيجة لذلك إلى "منافسة الاستغلال" و "منافسة التدخل" مع أنواع أخرى.

### الأسنان
أضراس الخد لدى الحيوانات آكلة اللحوم المتوسطة هي متغايرة الأسنان وتعكس أشكالها المختلفة وظائف مميزة. تستخدم القواطع والأنياب للإمساك بالغذاء وقتل الفريسة، والأضراس الأمامية المدببة تخترق وتمسك الفريسة، والأضراس تشارك في كل من وظائف التقطيع والسحق. يتم إنتاج وظيفة التقطيع للأضراس عن طريق الإطباق بين الأضراس القارصة [الإنجليزية](القطاعية)، الضرس الأول السفلي، والضرس الرابع العلوي الأمامي الضاحك.
تمثل الحيوانات آكلة اللحوم المتوسطة لأول مرة من قبل عائلة (مياسيداي [الإنجليزية]†). وهي أفضل تمثيلًا بجنس (بروهسبيروسيون [الإنجليزية]†) ، مع ثلاثة قواطع، ناب واحد، وأربعة ضروس أمامية علوية. يحتوي الفك على ثلاثة أضراس أسفل، وضرسين علويين على كل جانب.

## التصنيف
يوجد العديد من الحيوانات في البرية تعتبر من الحيوانات المتوسطة الافتراس، مثل أنواع من الوشق، الوشق كميت، الخز الأمريكي، البيكان، قضاعة الأنهار الشمالية، المنك الأمريكي، القيوط، الثعلب الأحمر، الثعلب الرمادي، الراكون، الظربان الأمريكي المخطط وابن عرس. قد تختلف وجبات أنواع فردية، اعتمادًا على الموسم وما يمكن الحصول عليه من الغذاء.

### امثلة على الأنواع

#### القيوط
القيوط (Canis latrans) هو حيوان بري موطن أصلي له أمريكا الشمالية. يمكن أن يعيش القيوط حتى أربعة عشر عامًا، ويبلغ طول جسمه (من الرأس إلى الجسم) 81-94 سم (32 إلى 37 بوصة)، ويصل وزنه إلى 9-23 كجم (20-50 رطل). يتكون نظام القيوط الغذائي بشكل رئيسي من الثدييات والفواكه والطيور والحشرات والأعشاب. كما أنهم حيوانات مفترسة، يأكلون أي فريسة متاحة بسهولة بما في ذلك الأرانب والأسماك والحملان. تستمتع ذئاب القيوط في البرية برائحة المغامرة والفريسة القوية، كما أن لديها حاسة رؤية ممتازة. إنهم حيوانات تعيش بالمجموعات ويصطادون الفريسة والطعام ضمن المجموعة، خاصة في الخريف والشتاء.

#### قضاعة الأنهار الشمالية
قضاعة الأنهار الشمالية هو أحد الحيوانات الأصلية في أمريكا الشمالية. يبلغ متوسط عمره الإفتراضي من 8 إلى 9 سنوات، ويبلغ طول جسمه حوالي 56-80 سم (22-32 بوصة) من الرأس إلى الجسم، ويزن 5-13 كجم (11-30 رطل). تعيش قضاعة الأنهار الشمالية في الماء وعلى اليابسة. يصنعون جحراً بالقرب من الماء كعرين للولادة لهم ويتكيفون بسهولة مع المساكن المائية الأخرى. يصطادون ليلاً ويجدون طعامًا متوفرًا لهم بسهولة. تتمتع قضاعة الأنهار الشمالية ببراعة كبيرة في السباحة وتبقى نشطة خلال فصل الشتاء.

#### الراكون
هناك عدة أنواع من الراكون تُعرف أيضًا باسم ذوات الذيل الحلقية، وكلها نشأت في الولايات المتحدة. تشمل خصائصها الفيزيائية الأطراف القصيرة، والكمامة المدببة وآذان منتصبة صغيرة، ويبلغ طول جسمها 75-90 سم (30-35 بوصة). يتراوح وزن الراكون بين 10-20 كجم (22-44 رطل) وله فرو كثيف يتراوح لونه بين الأسود والرمادي والظلال البنية. تصطاد هذه الحيوانات آكلة اللحوم المتوسطة معظم طعامها في الماء، بما في ذلك جراد البحر والضفادع والحيوانات البحرية الأخرى، بالإضافة إلى تغذيتها على القوارض والمواد النباتية الأخرى. تشمل بعض أنواع الراكون راكون باربادوس [الإنجليزية] (P. gloveralleni)، وراكون تريس ماريا [الإنجليزية](P. insularis)، وراكون البهاما [الإنجليزية] (P. maynardi)، وراكون جوادلوب [الإنجليزية] (P. minor)، والراكون القزم (P. pygmaeus).

#### النمس
النمس هو حيوان من فصيلة الثدييات آكلة اللحوم متوسطة الغذاء ويتواجد بشكل رئيسي في إفريقيا وجنوب آسيا وجنوب أوروبا. يُعرف النمس بهجماته المفترسة على الثعابين. يُعدّ السرقاط (ميركات) من ضمن عائلة النمس. يتميز النمس بخصائص تشريحية تشمل سيقانًا قصيرة وانوف مدببًا وآذانًا صغيرة وذيلًا طويلًا. يتراوح لون فراء النمس بين الرمادي والبني مع وجود بقع من الرمادي الفاتح. يتراوح حجم النمس من النمس القزم [الإنجليزية] الأصغر الذي يصل طول جسمه إلى 17-24 سم (7-10 بوصات) إلى أكبر أنواع النمس الذي يصل طول جسمه إلى 48-74 سم (19-29 بوصة). يبلغ طول ذيل النمس القزم حوالي 15-20 سم (6-8 بوصات)، بينما يمتلك النمس الأكبر ذيلًا أطول يصل إلى 40 سم (19 بوصة).

#### الثعلب الأحمر
الثعلب الأحمر هو نوع من الثعالب، يعيش في أوروبا وآسيا وإفريقيا وأمريكا الشمالية. يبلغ طول جسمه عادة حوالي 90-105 سم (35-41 بوصة)، ويكون ذيله بطول 30-40 سم (12-16 بوصة)، ويبلغ ارتفاعه 40 سم (16 بوصة). يزن العديد من الثعالب الحمراء البالغة من 5 إلى 7 كجم (11 إلى 15 رطلاً) ويمكن أن يصل وزنها إلى 14 كجم (31 رطلاً). تتميز الثعالب الحمراء بأنها تمتلك طبقة تحتية ناعمة ورقيقة وشعرًا طويلًا يتكون من ظلال برتقالية وحمراء وبنية. للثعلب الأحمر آذان سوداء وأرجل، مع وجود لون أبيض على طرف ذيله وعلى صدره. تعيش الثعالب الحمراء في مجموعة متنوعة من البيئات تشمل الأراضي العشبية والغابات والجبال والصحاري.

#### الظربان الأمريكي المخطط
الظربان المخطط (Mephitis mephitis) هو نوع من الحيوانات آكلة اللحوم ومتعددة الطعام توجد في الولايات المتحدة. تتراوح صفاتها الفيزيائية في الحجم من 20 إلى 25 سم (8 إلى 10 بوصات) من الرأس إلى الجسم، مع ذيل يبلغ طوله 12 إلى 38 سم (5 إلى 15 بوصة). يزن الظربان المخطط بين 200 جرام إلى 6 كيلوجرام (7 أونصات إلى 14 رطل) ويكون متوسط عمره 3 سنوات. إنها حيوانات تتكيف بسهولة وتعيش في الغابات والأراضي الحرجية والمراعي. يمكن التعرف على هذه الحيوانات آكلة اللحوم ومتعددة الطعام بسهولة من خلال فرائها الأسود مع شريط أبيض رفيع يمتد من أنفها إلى جبهتها. يوجد شريطان أبيضان عريضان يمتدان على طول جانبي ظهرها ويستمران إلى ذيلها الغزير والفراء ذو الظلال الرمادية. تشتهر الظربان المخططة برذاذ الظربان المفترس، حيث تُطلق سائل زيتي بواسطة غددها، مما ينتج عنه رائحة كريهة لأعدائها.

#### الخَزّ (الدَلَق)
الخز هو نوع من الحيوانات آكلة اللحوم متوسطة الغذاء، توجد في مناطق مختلفة حول العالم تشمل كندا، الولايات المتحدة، أفريقيا، آسيا وأوروبا. يوجد العديد من الأنواع المختلفة للخز، وتتباين صفاتها الفيزيائية في الحجم واللون حيث يتراوح لون الفراء من الأصفر إلى درجات البني الداكن، مع سيقان قصيرة وآذان صغيرة مستديرة وأجسام نحيلة مغطاة بفراء كثيف. يتراوح طول جسم الخز بين 35 و 65 سم (14 إلى 26 بوصة)، مع ذيل طويل يتراوح طوله بين 3 و 7 سم (9 إلى 18 بوصة) اعتمادًا على النوع، ويصل وزنها إلى كيلوغرام إلى كيلوغرامين (2 إلى 4 أرطال). وتشمل بعض أنواع الخز على سبيل المثال لا الحصر: الخز الأمريكي، الخز الأوروبي، الدلق، الخز ذو الحلق الأصفر والخز النلجيري.

انواع آكلات اللحوم المتوسطة
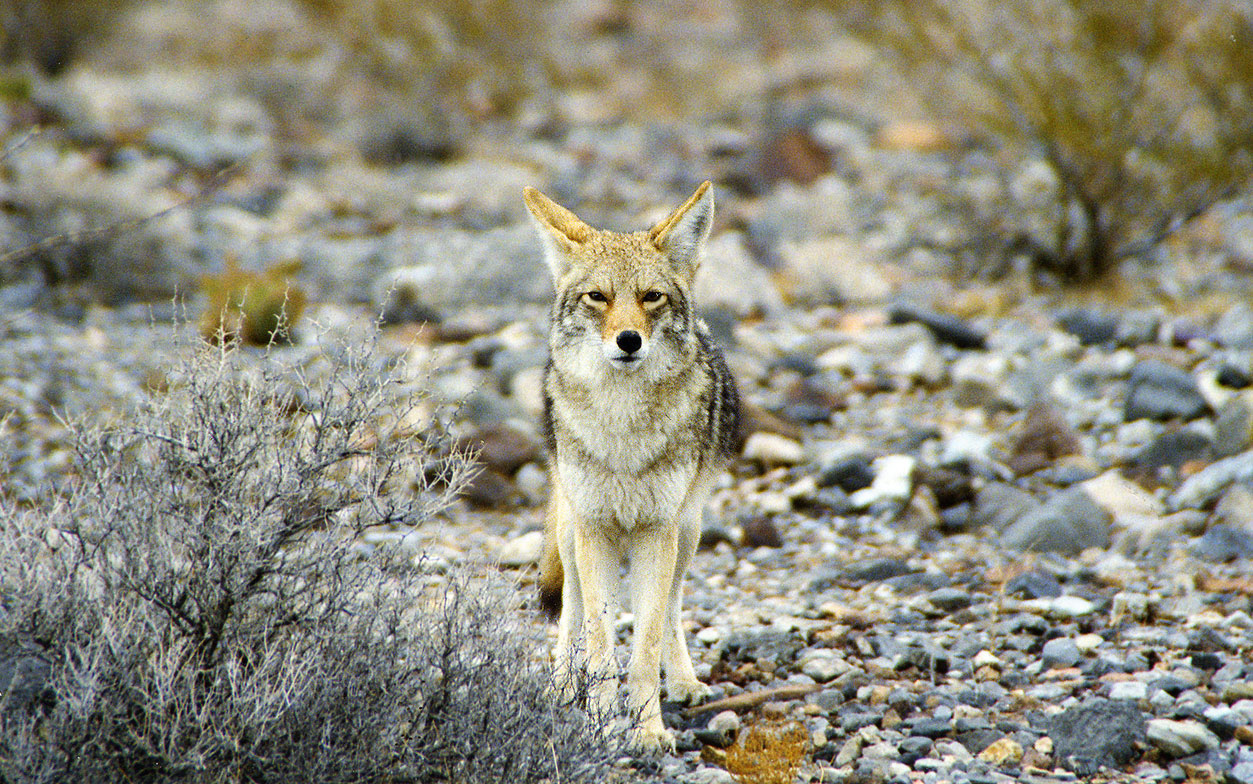
القيوط
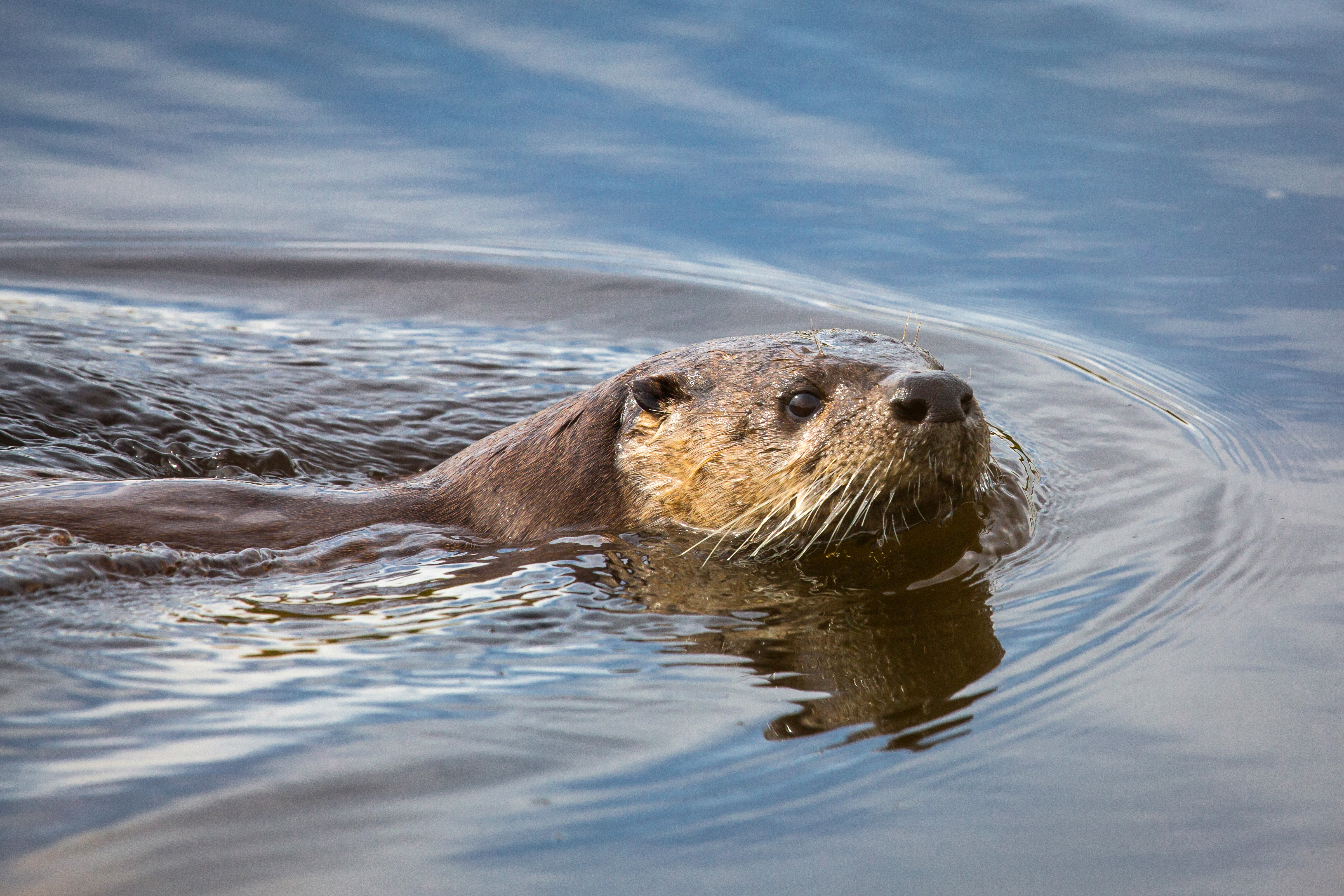
قضاعة الأنهار الشمالية
- راكون
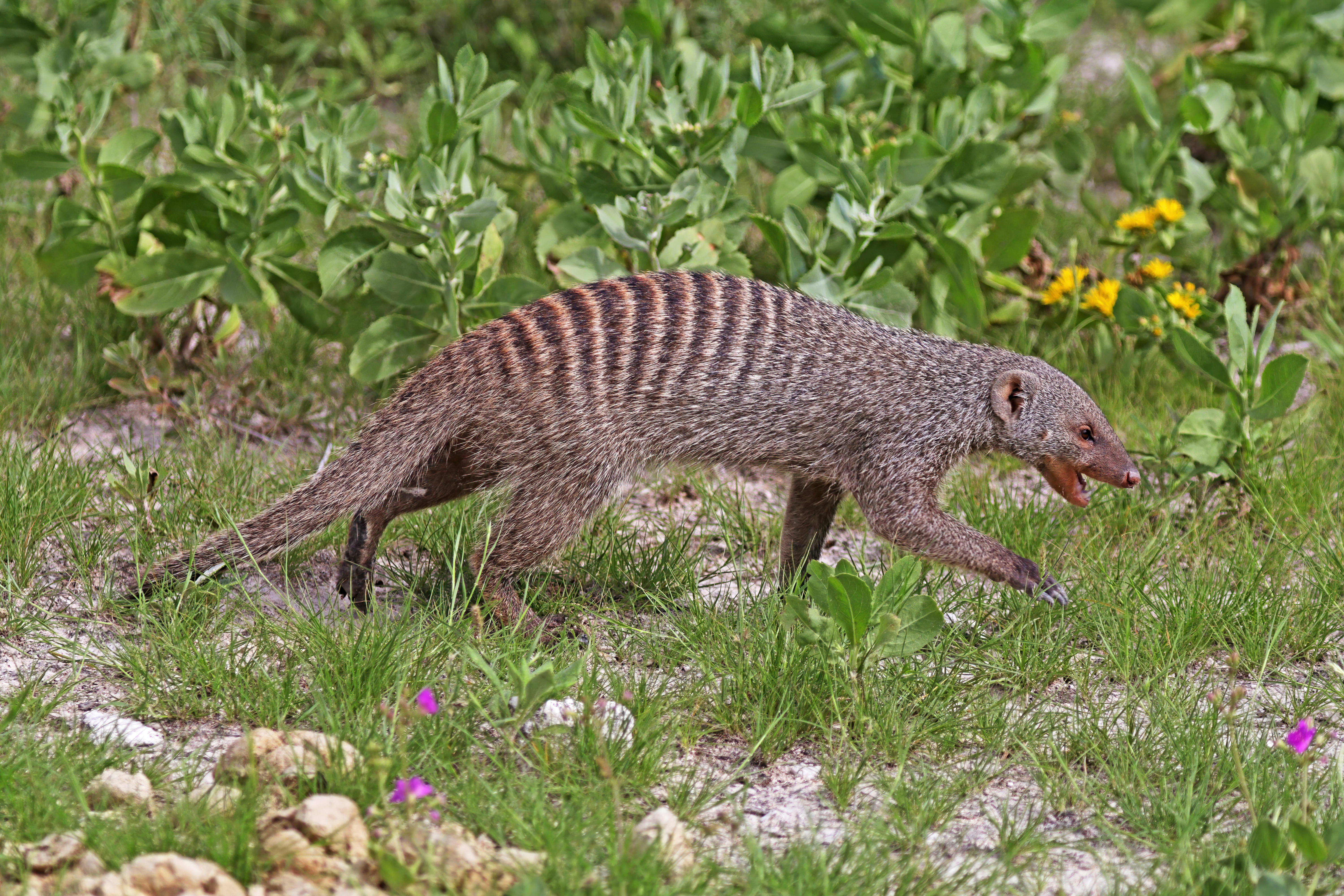
نمسيات
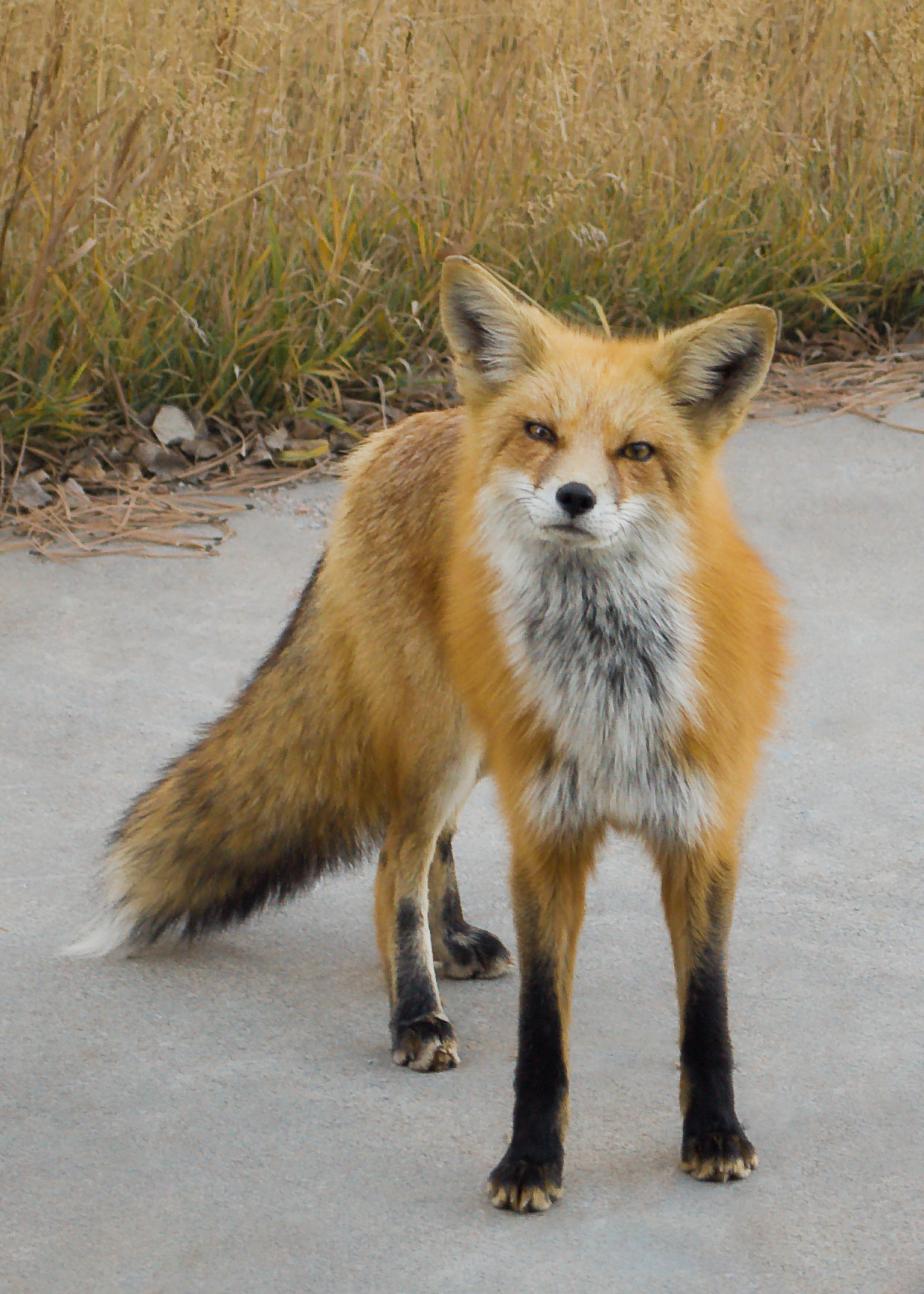
الثعلب الاحمر
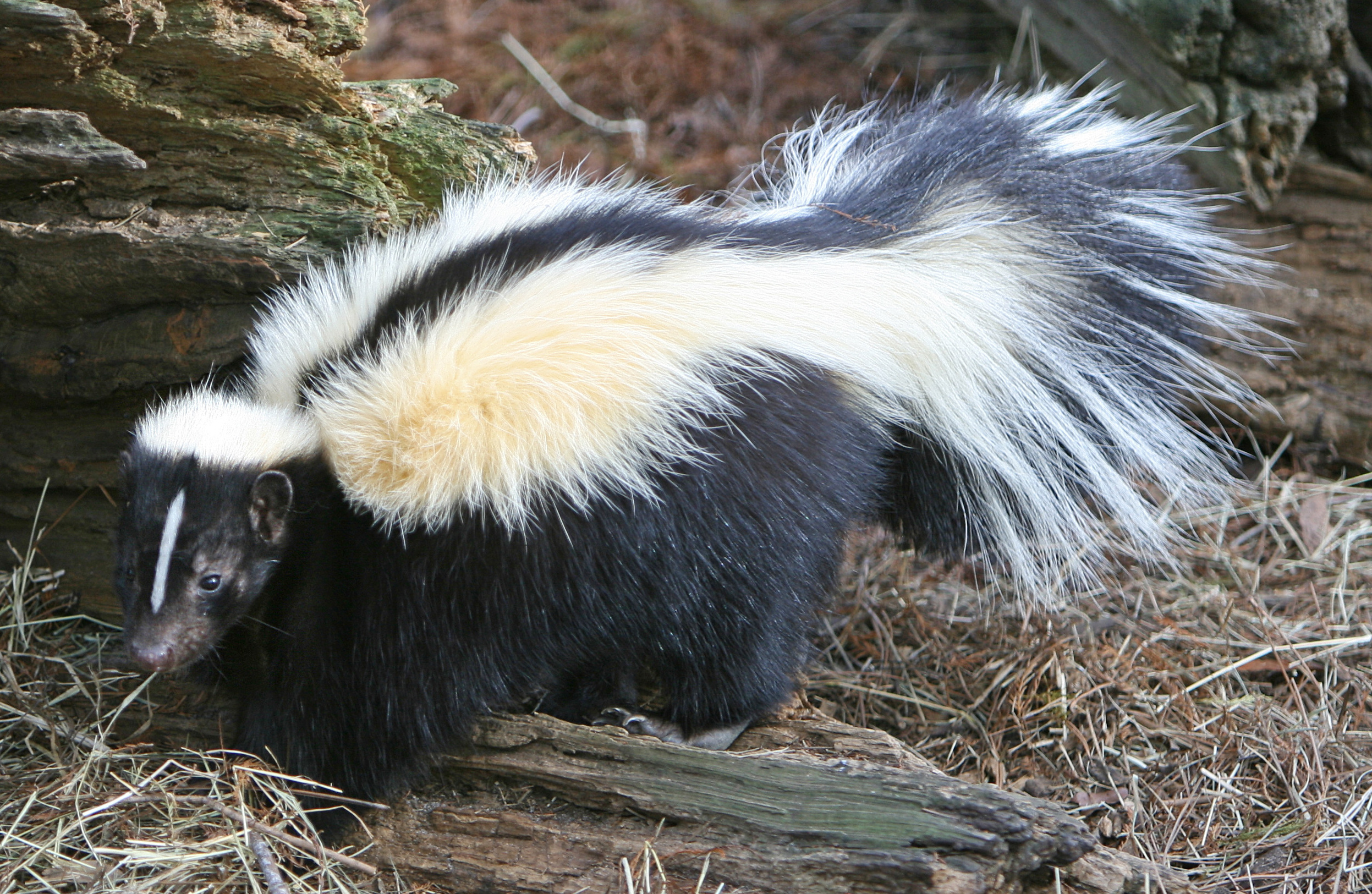
ظربان أمريكي مخطط
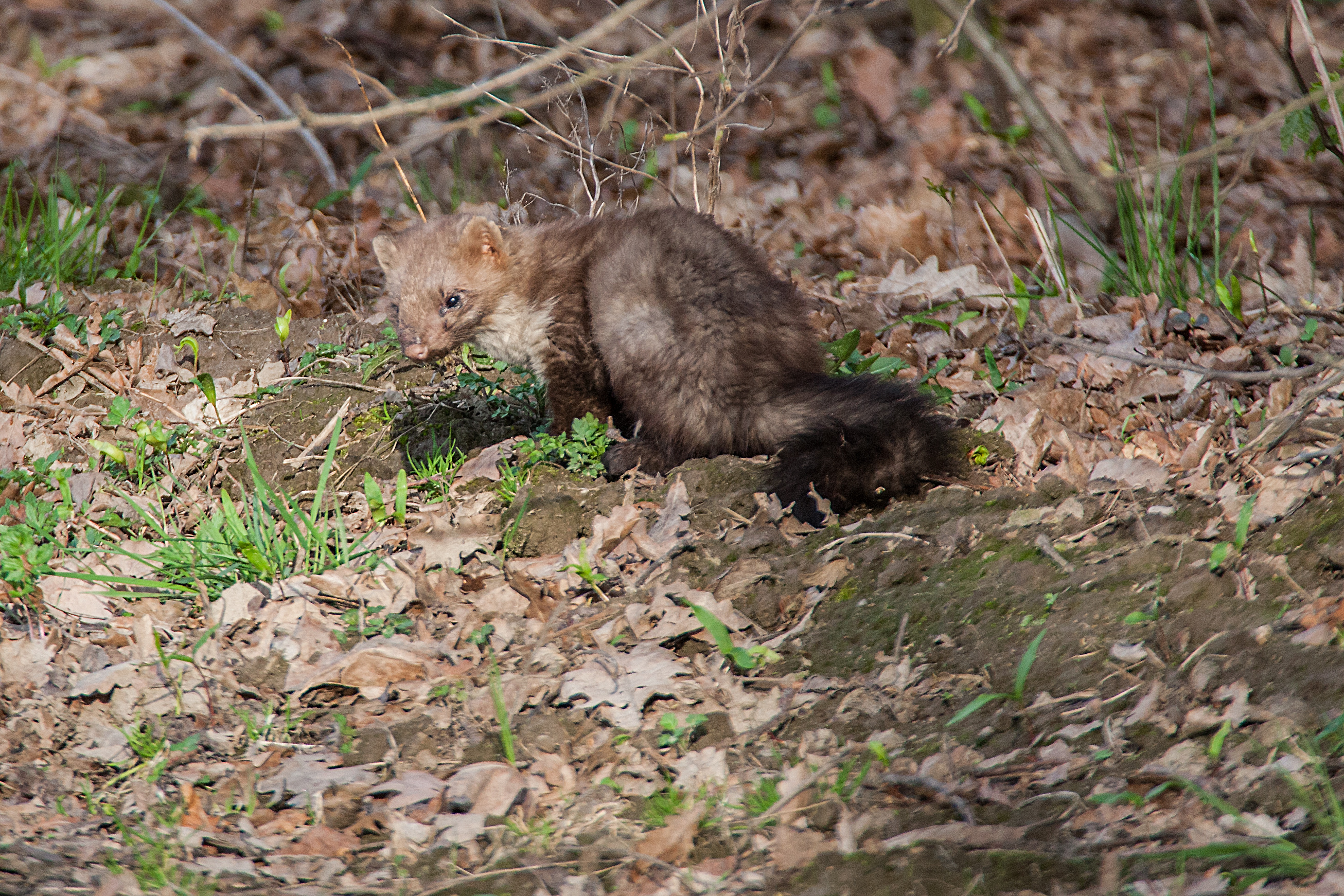
الدَّلَق

## أنظر أيضا
- آكل النبات والحيوان
- قائمة السلوكيات الغذائية